# Nan (Yiyang)
Der Kreis Nan (南县,  Nán Xiàn) ist ein Kreis der chinesischen Provinz Hunan. Er gehört zum Verwaltungsgebiet der bezirksfreien Stadt Yiyang. Er hat eine Fläche von 1.437 km² und zählt 742.000 Einwohner (Stand: Ende 2018). Sein Hauptort ist die Großgemeinde Nanzhou (南洲镇). 

## Administrative Gliederung
Auf Gemeindeebene setzt sich der Kreis aus zwölf Großgemeinden und drei Gemeinden zusammen. 